# 키이우 커틀릿 (음식)

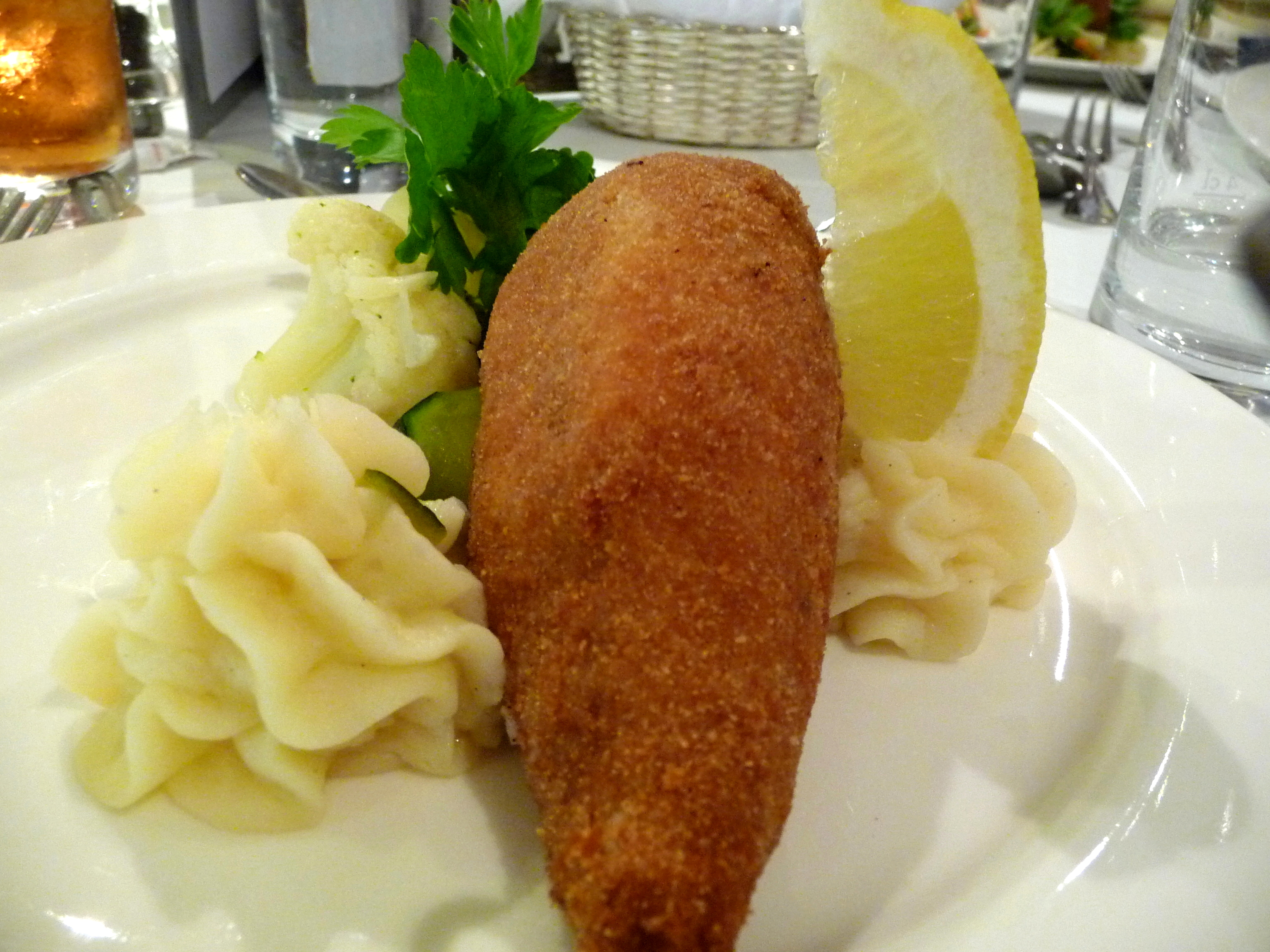
키이우 커틀릿

키이우 커틀릿(우크라이나어: котлета по-київськи 코틀레타 포키이우스키[*], 러시아어: котлета по-киевски 코틀레타 포키옙스키[*])은 닭가슴살에 버터를 발라 빵가루를 입혀 튀긴 음식이다.

## 같이 보기
- 튀김옷 커틀릿
- 우크라이나 요리